# Roberto Corbiletto
Roberto Corbiletto (Anguillara Sabazia, 1949 – Bassano Romano, 7 marzo 1999) è stato un attore italiano e attivista pagano romano-italico.

## Biografia
Attore cinematografico, interpretò ruoli secondari in alcuni film molto noti come Il piccolo diavolo (1988), La voce della luna (1990), Parenti serpenti (1992), Il mostro (1994).
Corbiletto ha diretto negli anni novanta un gruppo tradizionalista di Roma non legato al Movimento Tradizionale Romano ma vicino ad esso. Espressione del gruppo fu la rivista Mos Maiorum, uscita negli anni 1994-1995, che presentava articoli concernenti la religione romano-italica antica e le forme per una sua attuazione nei tempi moderni.

### Morte e leggende
Corbiletto morì misteriosamente, la versione ufficiale dice che fu carbonizzato e incenerito da un fulmine o da un incendio da esso causato, dando adito a leggende dato che sarebbe stato un giorno sacro a Giove, dio dei fulmini; secondo alcuni esoteristi avrebbe sbagliato a eseguire una pratica segreta e interdetta. Sussistono tuttavia dubbi dato che per cremare un corpo, e ottenere ceneri da cui non si può ricavare DNA, occorre un calore enorme e concentrato; secondo la polizia il casolare avrebbe bruciato per sei ore di fila, fatto raro. Altri appartenenti alla Via romana agli dei morirono infatti prematuramente, tra cui uno in incidente stradale, uno speleologo in una grotta e uno fu certamente assassinato a colpi di pistola.
Alcuni esoteristi hanno invece paragonato la scomparsa di Corbiletto alle assunzioni in cielo di Romolo ed Enea, quindi un premio.

## Filmografia

### Cinema
- Il piccolo diavolo, regia di Roberto Benigni (1988)
- La chiesa, regia di Michele Soavi (1989)
- Lo zio indegno, regia di Franco Brusati (1989)
- La voce della luna, regia di Federico Fellini (1990)
- L'avaro, regia di Tonino Cervi (1990)
- Rossini! Rossini!, regia di Mario Monicelli (1991)
- Belle da morire, regia di Riccardo Sesani (1992)
- Parenti serpenti, regia di Mario Monicelli (1992)
- Il mostro, regia di Roberto Benigni (1994)
- Naja, regia di Angelo Longoni (1997)
- Padrona del suo destino, regia di Marshall Herskovitz (1998)
- Panni sporchi, regia di Mario Monicelli (1999)

### Televisione
- Quelli della speciale, regia di Bruno Corbucci (1992)
- Ma tu mi vuoi bene?, regia di Marcello Fondato (1992)
- I ragazzi del muretto, episodio Il figlio del muretto regia di Lodovico Gasparini (1993)